# Steve Lee
Steve Lee (Horgen, 5 de agosto de 1963 - Mesquite, 5 de octubre de 2010) fue un músico y vocalista suizo conocido por ser el vocalista de la banda Gotthard.

## Biografía
Su primer concierto fue en 1979 en el Aula Magna de Lugano-Trevano con una banda llamada Cromo.
En 1988 Steve se unió al grupo Forsale.
En 1992, en Lugano, junto al guitarrista Leo Leoni, bajista Marc Lynn y el baterista Hena Habergger, fundaron la banda Krak que más tarde pasaría a llamarse Gotthard, de la cual sería el vocalista principal hasta su muerte.
En 2007, Steve fue contactado por Arjen Anthony Lucassen para participar en el último álbum de Ayreon, 01011001, que vio la luz en 2008. Cantó junto a otros cantantes de rock y metal progresivo.
Hablaba fluidamente italiano, Alemán, Inglés y Francés, Hizo algunos temas en Español pero solo fonéticamente, no conocía tan bien el idioma.
Murió en un accidente de motocicleta 10 millas al sur de Mesquite, Nevada en la interestatal 15. Había tormenta, y el grupo decidió parar para ponerse impermeables, fue entonces cuando el camión que patinó por el asfalto mojado impactó contra el grupo de motoristas siendo la única víctima mortal el propio Steve Lee
Su potencia, su tono y su gran rango vocal combinado con la facilidad que tenía para transmitir emociones al cantar le dieron el reconocimiento de ser considerado como una de las mejores voces del rock de la historia.

## Discografía

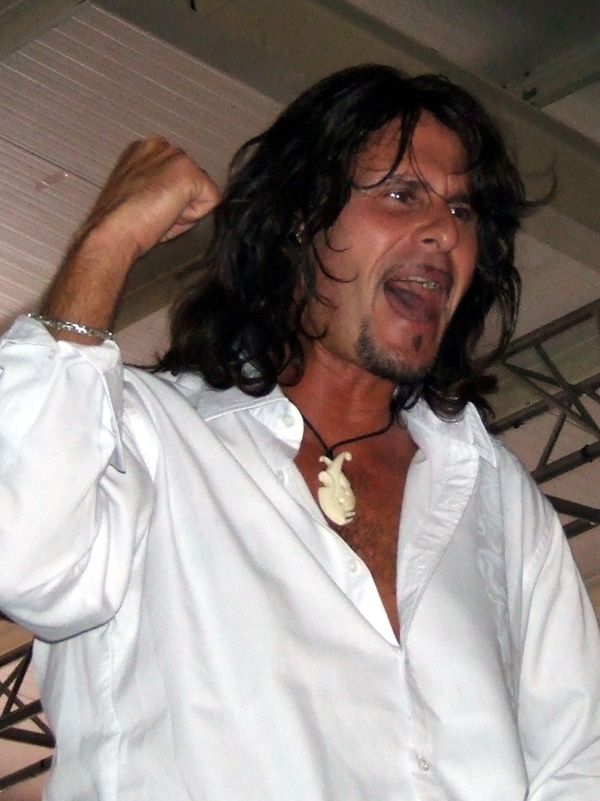
Steve Lee en el Lorca Rock Festival (Lorca, Murcia, España) en 2006 (Foto de Raúl Ranz).

### Álbumes de estudio
- Gotthard (1992)
- Dial Hard (1994)
- G. (1996)
- Open (1999)
- Homerun (2001)
- Human Zoo (2003)
- Lipservice (2005)
- Domino Effect (2007)
- Domino Effect Ltd. Tour Edition (2007)
- Need to Believe (Sep. 2009)

### Álbumes en directo
- The Hamburg Tapes (1996)
- D frosted (1997)
- Made In Switzerland (2006)

### Álbumes recopilatorios
- One Life One Soul (2002)
- One Team One Spirit (2004)
- Heaven - Best of Balladas Part 2 (2010)

## Singles y EP
- 1992: "All I Care For"
- 1992: "Hush"
- 1992: "Firedance"
- 1993: "Mountain Mama"
- 1994: "Travellin' Man"
- 1994: "I'm On My Way"
- 1995: "Father Is That Enough"
- 1996: "Sister Moon"
- 1996: "One Life One Soul"
- 1996: "He Ain't Heavy He's My Brother"
- 1997: "Fight For Your Life"
- 1997: "One Life One Soul" (en directo)
- 1997: "One Life One Soul" (Con Monserrat Caballé)
- 1997: "Love Soul Matter"
- 1997: "Someday"
- 1998: "Let It Rain"
- 1999: "Merry X-Mas"
- 1999: "Blackberry Way"
- 1999: "You"
- 2000: "Heaven"
- 2000: "Homerun"
- 2003: "What I Like"
- 2003: "Janie's Not Alone"
- 2003: "Have A Little Faith"
- 2004: "Fire and Ice"
- 2004: "One Team One Spirit"
- 2005: "Lift U Up"
- 2005: "Anytime, Anywhere"
- 2005: "Nothing Left at All"
- 2005: "Round And Round"
- 2007: "The Call"
- 2007: "Come Alive"
- 2009: "Need To Believe"
- 2009: "Shangri-La"

## Vídeos y DVD
- 2002: More Than Live (DVD)
- 2006: Made In Switzerland (DVD+CD)
- 2008: Postal The Movie Featured Come Alive